# てるづき (護衛艦・2代)
てるづき（ローマ字：JS Teruzuki, DD-116）は、海上自衛隊の護衛艦。あきづき型護衛艦 (2代)の2番艦。艦名「てるづき」は、「照りかがやく月」に由来し、旧日本海軍の秋月型駆逐艦2番艦「照月」や海上自衛隊の護衛艦隊初代旗艦を務めた護衛艦「てるづき」など伝統ある名称であり知名度が高いことから選定された。漢字表記の「照月」を含めて、この名を受け継ぐ日本の艦艇としては3代目に当たる。
本記事は、本艦の艦暦について主に取り扱っているため、性能や装備等の概要についてはあきづき型護衛艦 (2代)を参照されたい。

## 艦歴
「てるづき」は、中期防衛力整備計画に基づき平成20年度計画5,000トン型護衛艦2245号艦として、三菱重工業長崎造船所で2010年6月2日に起工され、2011年9月15日に命名・進水。2012年7月28日に海上公試開始。2013年3月7日に就役し、第2護衛隊群第6護衛隊に編入され、横須賀に配備された。
2014年9月20日から12月14日までの間、アメリカ合衆国のサンディエゴ周辺海域で実施される多国間共同訓練TGEX KOA KAI EASTに参加した。
2017年3月11日、第27次派遣海賊対処行動水上部隊としてソマリア沖・アデン湾に向けて横須賀基地から出航した。
その進出途上の3月21日から26日にかけてマレーシア海軍主催国際観艦式およびマレーシア海軍主催多国間海上演習に参加し、任務終了後の帰国途上の9月11日にはインド洋でインド海軍と、同月18日にはタイ海軍と共同訓練を行い、10月1日に帰国した。
2019年9月17日から9月29日および10月15日から10月23日までの間、関東南方から沖縄周辺を経て九州西方へ至る海空域において日豪共同訓練（日豪トライデント）を実施した。海上自衛隊からは本艦のほか、護衛艦「はるさめ」「あさひ」「あたご」と補給艦「ましゅう」およびP-1哨戒機またはP-3C哨戒機と潜水艦が、オーストラリア海軍からは艦艇および潜水艦が参加し、 各種戦術訓練を実施。
2020年3月14日から4月28日までの間、令和元年度外洋練習航海（飛行）に参加する。当初はマレーシア（ポートクラン）およびブルネイ（ムアラ）に寄港する予定であったが、新型コロナウイルス感染症の影響を考慮して寄港は取り止められた。4月2日、アンダマン海においてアメリカ海軍の沿海域戦闘艦「ガブリエル・ギフォーズ」と日米共同訓練を実施。 
同年7月19日から23日の日程で、南シナ海およびフィリピン東方沖からグアム周辺海域に至る海空域において実施された日米豪共同訓練に参加した。アメリカ海軍からは空母「ロナルド・レーガン」、巡洋艦「アンティータム」、駆逐艦「マスティン」が、豪海軍からは強襲揚陸艦「キャンベラ」、駆逐艦「ホバート」、フリゲート「アランタ」、「スチュアート」、補給艦「シリウス」が参加し、各種戦術訓練を実施した。 
2021年8月27日から28日にかけて沖縄東方から東シナ海海空域において護衛艦「いせ」とともにイギリス空母打撃群（CSG21：空母「クイーン・エリザベス」、駆逐艦「ディフェンダー」、補給艦「フォートビクトリア」、「タイドスプリング」、アメリカ海軍駆逐艦「ザ・サリバンズ」、オランダ海軍フリゲート「エファーツェン」）と日英米蘭共同訓練（PACIFIC CROWN 21-2）を実施した。同年9月2日から7日にかけて、東シナ海から四国南方を経て関東南方に至る海空域おいて、再びイギリス空母打撃群と日英米蘭加共同訓練（PACIFIC CROWN 21‐3）を実施する。海自からは本艦の他、護衛艦「いせ」、「あさひ」「はるさめ」、「たかなみ」、「きりしま」、「おおなみ」および潜水艦1隻、P‐1哨戒機が、航空自衛隊からはＦ-2戦闘機、Ｆ-15戦闘機、E-767早期警戒管制機が参加し、対抗戦、防空戦、対潜戦等を実施した。また、イギリス空母打撃群には、カナダ海軍フリゲート「ウィニペグ」が加わった。
2022年5月8日から5月16日にかけて、関東南方の訓練海空域において、P-3C哨戒機、UP-3D電子戦訓練支援機とともにアメリカ海軍空母「ロナルド・レーガン」、巡洋艦「アンティータム」と各種戦術訓練（防空戦等）を実施した。同年5月24日から26日にも関東南方において、空母「ロナルド・レーガン」、巡洋艦「アンティータム」、駆逐艦「ベンフォールド」と各種戦術訓練（対潜戦、PHOTEX等）を実施した。
同年12月19日、伊豆大島東方海空域において、護衛艦「たかなみ」とともに海上保安庁との共同訓練を実施した。海上保安庁からは巡視船「しきね」、回転翼機が参加し、情報共有訓練、護衛艦及び巡視船の運動要領等に関する訓練を実施した。
2025年7月31日から8月4日にかけて、四国南方からフィリピン東方の訓練海域において護衛艦「かが」、 スペイン海軍フリゲート「メンデス・ヌニェス」とともに日スペイン共同訓練を実施した。訓練項目等は各種戦術訓練（対潜戦等）、洋上移送訓練、戦術運動及びPHOTOEX。引き続き8月4日から8月12日にかけて西太平洋の訓練海空域において、「かが」、潜水艦とともに日英米豪西諾共同訓練に参加する。イギリス海軍からは空母「プリンス・オブ・ウェールズ」、駆逐艦「ドーントレス」、 フリゲート「リッチモンド」、給油艦「タイドスプリング」が、米海軍からは空母「ジョージ・ワシントン」、巡洋艦「ロバート・スモールズ」、駆逐艦「シャウプ」、強襲揚陸艦「アメリカ」、オーストラリア海軍から駆逐艦「ブリスベン」、スペイン海軍フリゲート「メンデス・ヌニェス」、ノルウェー海軍フリゲート「ロアール・アムンセン」が参加し、各種戦術訓練（対潜戦）、クロスデッキ、PHOTOEXを実施した。なお、同訓練期間中、英国軍からの要請を受け「かが」とともに「プリンス・オブ・ウェールズ」等に対し、英国軍に対しては初となる自衛隊法第95条の2に基づく武器等の警護を実施した。
現在、第2護衛隊群第6護衛隊に所属し、定係港は横須賀である。

### 歴代艦長
| 代       | 氏名     | 在任期間               | 出身校・期            | 前職                           | 後職                 | 備考     |
| 艤装員長 | 艤装員長 | 艤装員長               | 艤装員長              | 艤装員長                       | 艤装員長             | 艤装員長 |
| -------- | -------- | ---------------------- | --------------------- | ------------------------------ | -------------------- | -------- |
|          | 林田嘉信 | 2011.9.15 - 2013.3.6   | 防大27期              | ゆうだち艦長                   | てるづき艦長         |          |
| 艦長     |          |                        |                       |                                |                      |          |
| 01       | 林田嘉信 | 2013.3.7 - 2014.3.23   | 防大27期              | てるづき艤装員長               | 舞鶴地方総監部監察官 |          |
| 02       | 宮路貴幸 | 2014.3.24 - 2016.2.28  | 防大33期              | いかづち艦長                   |                      |          |
| 03       | 橋本聖一 | 2016.2.29 - 2017.11.30 | 神戸市外大・ 39期幹候 | やまぎり艦長                   | 舞鶴地方総監部監察官 |          |
| 04       | 藤井健志 | 2017.12.1 - 2019.5.9   | 防大33期              | 横須賀海上訓練指導隊副長       | 横須賀基地業務隊司令 |          |
| 05       | 山田昌彦 | 2019.5.10 - 2020.7.9   | 防大43期              | 舞鶴海上訓練指導隊船務航海科長 | 呉地方総監部管理部   |          |
| 06       | 渡邊真史 | 2020.7.10 - 2021.8.5   |                       | 舞鶴海上訓練指導隊船務航海科長 | 護衛艦隊司令部       |          |
| 07       | 佐藤高嗣 | 2021.8.6 - 2022.8.21   | 防大48期              | 掃海隊群司令部幕僚             |                      |          |
| 08       | 林 功    | 2022.8.22 - 2024.6.0   |                       | 海上幕僚監部防衛部装備体系課   |                      |          |
| 09       | 角田泰基 | 2024.6.0-              |                       | 呉地方総監部管理部人事課長     |                      |          |

## ギャラリー

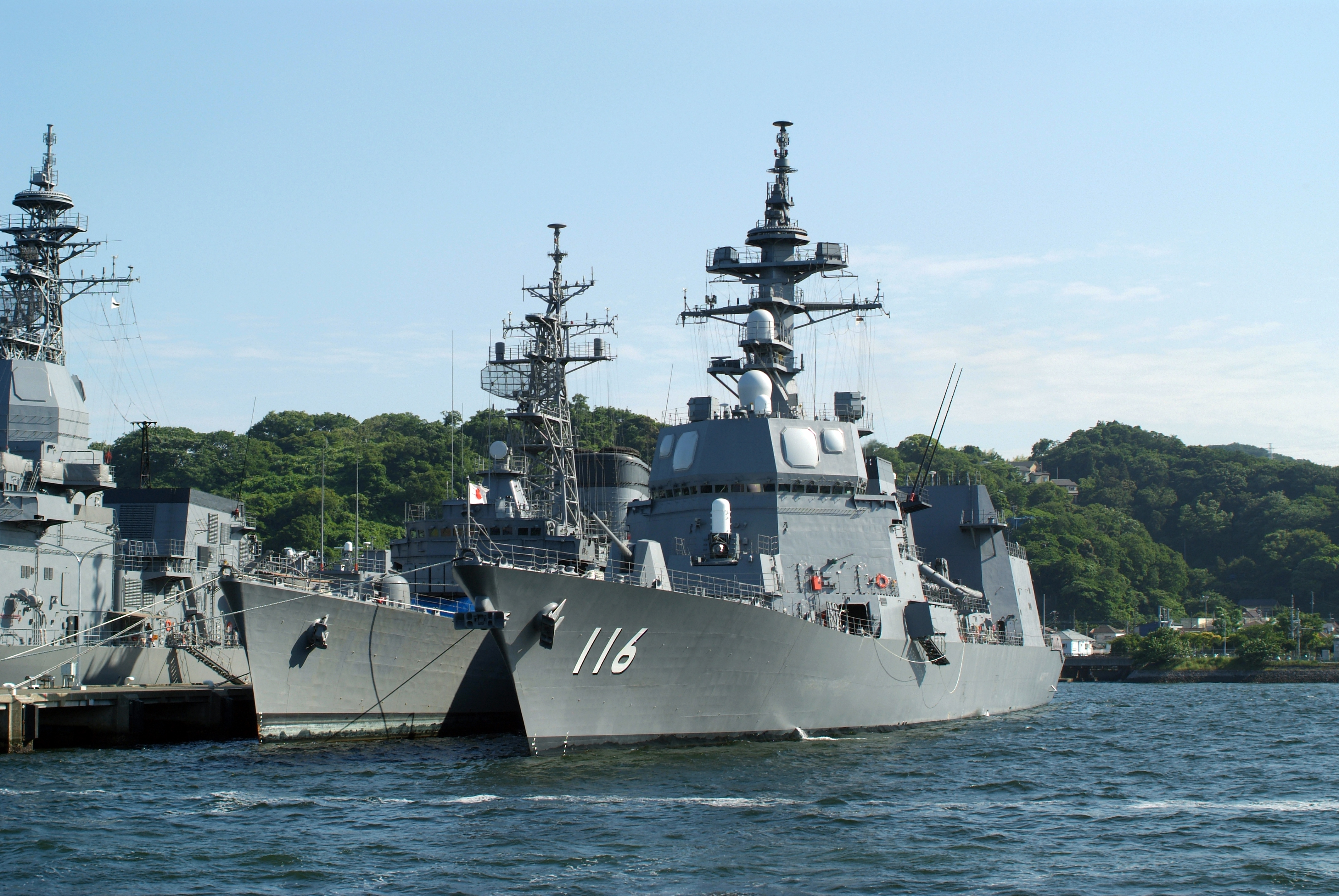
横須賀・吉倉桟橋に係留中の「てるづき」
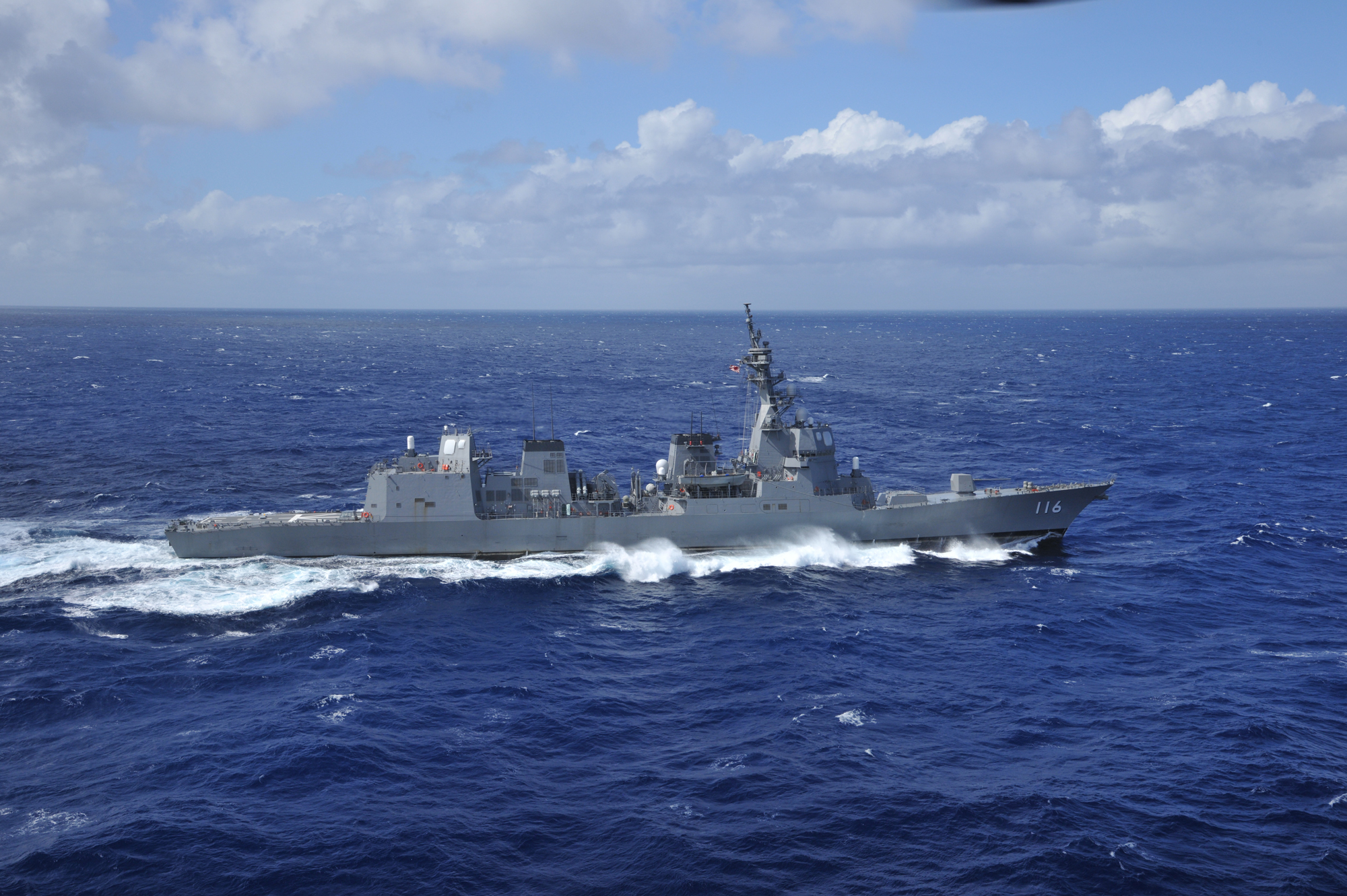
右舷側から見た「てるづき」
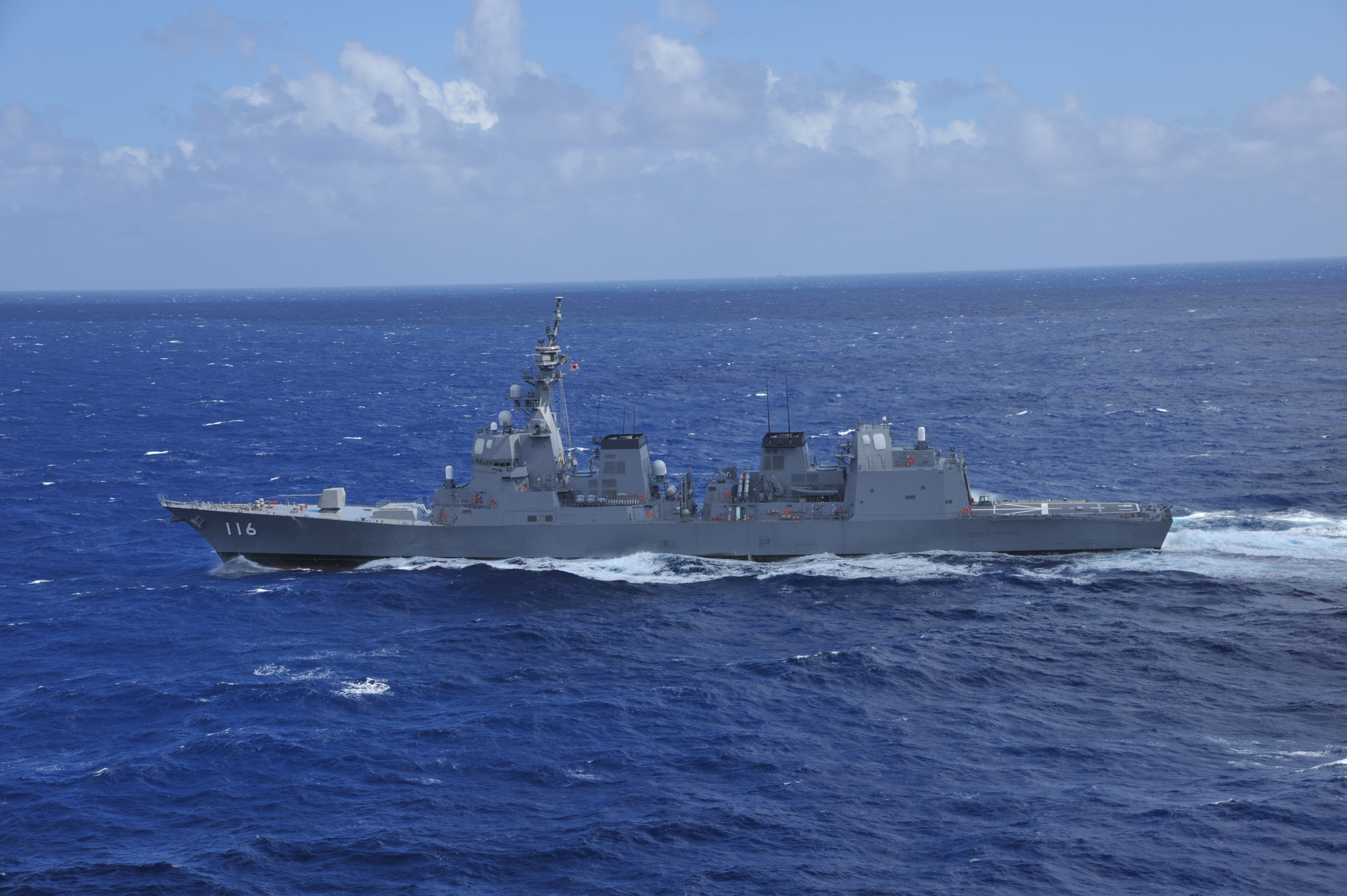
左舷側から見た「てるづき」
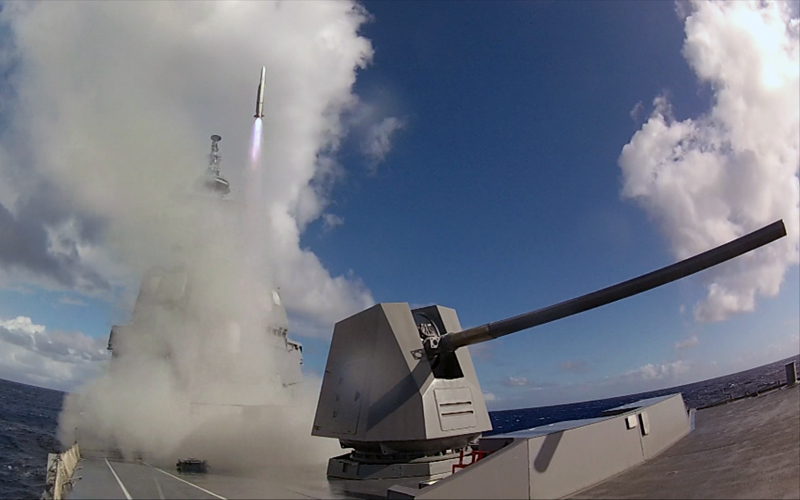
「てるづき」によるESSM発射